# 타이 에어아시아 X의 운항 노선
2018년 1월 기준으로 타이 에어아시아 X는 다음의 노선을 운항 중이다.

## 운항 노선

### 아시아

#### 동아시아
- 대한민국
  - 서울 - 인천국제공항
- 중화인민공화국
  - 난창 - 난창 창베이 국제공항
  - 상하이 - 상하이 푸둥 국제공항
  - 선양 - 선양 타오셴 국제공항
  - 톈진 - 톈진 빈하이 국제공항
- 일본
  - 도쿄 - 나리타 국제공항
  - 나고야 - 주부 국제공항
  - 삿포로 - 신치토세 공항
  - 오사카 - 간사이 국제공항
  - 후쿠오카 - 후쿠오카 공항

#### 동남아시아
- 태국
  - 방콕 - 돈므앙 국제공항 허브

#### 중앙아시아
- 조지아
  - 트빌리시 - 트빌리시 국제공항 전세편

### 오세아니아

#### 오스트랄라시아
- 오스트레일리아
  - 브리즈번 - 브리즈번 공항

## 단항 노선

### 아시아

#### 서남아시아
- 오만
  - 무스카트 - 무스카트 국제공항
- 이란
  - 테헤란 - 테헤란 이맘 호메이니 국제공항